# Goshen (Massachusetts)
Goshen è un comune degli Stati Uniti d'America facente parte della contea di Hampshire, nello Stato del Massachusett, il cui capoluogo è Northampton. 

## Curiosità
- Nelle miniere nei pressi di questo centro fu rinvenuta per la prima volta una varietà di berillo bianco (trasparente e luminosissima come un cristallo, della stessa famiglia dello smeraldo) a cui fu dato il nome di goshenite.